# جونيور كادوجان
جونيور كادوجان (بالإنجليزية: Junior Cadougan)‏ مواليد 7 مايو 1990 في تورونتو، هو لاعب كرة سلة كندي. بدأ مسيرته الاحترافية في سنة 2013. يلعب مع لندن لايتنينج في دوري كندا الوطني لكرة السلة كلاعب هجوم خلفي. يبلغ طوله 6 قدم 1 بوصة (1.9 م). حقق المركز الثاني في دورة الألعاب الأمريكية 2015. لعب مع إس إس فليتشي سكاندون في ليغا باسكيت الدرجة الأولى.

## الميداليات
| الميدالية | المسابقة                    |
| --------- | --------------------------- |
| فضية      | دورة الألعاب الأمريكية 2015 |

## روابط خارجية
- جونيور كادوجان على موقع الاتحاد الدولي لكرة السلة (الإنجليزية)
- جونيور كادوجان على موقع سبورتس رفرنس (الإنجليزية)
- جونيور كادوجان على موقع كرة السلة الأوروبية.كوم (الإنجليزية)
- جونيور كادوجان على موقع كلية كرة السلة في سبورتس رفرنس.كوم (الإنجليزية)
- جونيور كادوجان على موقع ريلجم (الإنجليزية)
- جونيور كادوجان على موقع بروبوليرز (الإنجليزية)
- جونيور كادوجان على موقع سبورتس رفرنس (الإنجليزية)